# آبشار ماریا کریستینا
آبشار ماریا کریستینا (به انگلیسی: Maria Cristina Falls) آبشاری است که در میندانائو، فیلیپین واقع شده و ارتفاع کلی ریزشگاه آن ۹۸ متر (۳۲۱٫۵ فوت) است.